# جورانا ماتيتش
جورانا ماتيتش مواليد 24 أكتوبر 1973، هي لاعبة كرة مضرب كرواتية سابقة بدأت مسيرتها كمحترفة سنة 1989، اعتزلت اللعب في 1994. أعلى تصنيف لها في الفردي كان المركز الـ 287 في سنة 1990. أعلى تصنيف لها في الزوجي كان المركز الـ 656 في سنة 1990.

## روابط خارجية
- جورانا ماتيتش على موقع رابطة محترفات التنس (الإنجليزية)
- جورانا ماتيتش على موقع الاتحاد الدولي لكرة المضرب (الإنجليزية)
- جورانا ماتيتش على موقع كأس بيلي جين كينغ (الإنجليزية)
- جورانا ماتيتش على موقع خلاصة التنس.كوم (الإنجليزية)